# Козетта
Ефра́зі «Козе́тта» Фошлева́н (фр. Cosette) — головна героїня роману «Знедолені», написаного у 1862 році Віктором Гюго. Її ім'я стало символом дітей-мучеників Франції, експлуатованих дорослими. У романі Козетта також відома як Урсула, міс Мадлен, Жайворонок та мадемуазель Лануар.

## Історія створення
Гюго був натхнений маленькою дівчинкою Марі-Жаннет з французького села Кольпо, історія якої дуже схожа з історією Ефразі. Щоб описати умови життя Козетти, Гюго вирушив до департаменту Морбіан.

## Біографія персонажа
Справжнє ім'я Козетти — Ефразі. Козетта була позашлюбною донькою простолюдинки Фантіни і Фелікса Толом'єса, вітрогона з багатої сім'ї. Для задоволення потреб своєї дитини Фантіні доводиться багато працювати, а тому розлучитися з Козеттою. Вона наївно залишає Козетту парі шинкарів Тенардьє з села Монфермей. Ці люди виявляються дуже жорстокими. Вони ненавидять бідну дитину, використовуючи її як прислугу, і вимагаючи у Фантіни дедалі більше грошей на її утримання. Фантіна поселяється в Монтрей-сюр-Мер, своєму рідному місті, де працює на підприємстві Жана Вальжана до того дня, коли її виганяють з роботи за доносом однієї із заздрісних робітниць. Залишившись без коштів для існування, Фантіна продовжує знаходити гроші, жертвуючи собою заради добробуту доньки, і посилати їх Тенардьє. Раз за разом суми, прошені Тенардьє, зростають, але, за словами шинкарів, усі гроші витрачаються на утримання Козетти.
Коли Козетта жила у Тенардьє, вона любила роздивлятися красиву дорогу ляльку у вітрині крамниці з іграшками.
Якось ввечері мадам Тенардьє послала Козетту за водою, в ліс до криниці. Там Козетта зустріла Жана Вальжана, який, виконуючи обіцянку, дану померлій Фантіні, забирає дівчинку у Тенардьє, щоб піклуватися про неї. Козетта і Жан Вальжан вирушають до Парижа, де спочатку живуть в халупі Горбо, а потім, переслідувані інспектором Жавером і поліціянтами, потрапляють у монастир бернардинок-бенедектинок. У монастирі Козетта проводить решту свого дитинства та здобуває початкову освіту.
Пізніше, під час щоденних прогулянок з Жаном Вальжаном в Люксембурзькому саду, Козетта помічає молодого студента, Маріуса, і вони закохуються один в одного. Після краху Червневого повстання 1832 року, Маріус один залишається живим. Розшукавши Козетту, він робить дівчині пропозицію руки і серця. У фіналі книги вони одружуються. Козетта не знала, ким був насправді Жан Вальжан і як звали її власну матір до останніх сторінок роману.

## Козетта в екранізаціях книги
Усі екранізації книги мали однакову назву — «Знедолені».
| Рік екранізації | Режисер           | Виконавиця ролі Козетти | Країна                          |
| --------------- | ----------------- | ----------------------- | ------------------------------- |
| 1913            | Альбер Капеллані  | Марі Фроме              | Франція                         |
| 1948            | Ріккардо Фреда    | Валентіна Кортезе       | Італія                          |
| 1958            | Жан-Поль ле Шануа | Беатріс Альтаріба       | НДР, Франція, Італія            |
| 1972            | Марсель Блюваль   | Ніколь Жаме             | Франція                         |
| 1982            | Робер Оссейн      | Крістіан Жан            | ФРН, Франція                    |
| 1995            | Клод Лелуш        | Марго Ебаскаль          | Франція                         |
| 1998            | Білле Аугуст      | Клер Дейнс              | Велика Британія, Німеччина, США |
| 2000            | Жозе Даян         | Вірджинія Ледоєн        | Франція, Італія, Іспанія        |
| 2012            | Том Хупер         | Аманда Сейфрід          | Велика Британія, США            |